# Drago Potočnik
Drago Potočnik, slovenski gospodarstvenik in publicist, * 23. december 1904, Zagreb, † 16. marec 1962, Ljubljana.

## Življenje in delo
Potočnik je leta 1923 v Ljubljani dokončal gimnazijo in nato 5 semestrov Ekonomsko komercialne visoke šole v Zagrebu. Med leti bil 1925–1941 je bil zaposlen pri časopisu kjer je bil urednik gospodarske rubrike. Leta 1942 je postal tajnik Pokrajinske zveze delodajalcev v Ljubljani; od junija 1945 je bil tajnik Združenja denarnih in zavarovalnih zavodov v Ljubljani in od 1947 honorarni predavatelj na gospodarski fakulteti. Potočnik je deloval tudi v novinarskih strokovnih organizacijah, tako 1928–1941 kot blagajnik ljubljanske sekcije Jugoslovanskeha novinarskega društva, 1931–1945 kot podpredsednik stavbne in gospodarske zadruge Novinarski dom in kot član Socialno ekonomskega inštituta od njega ustanovitve.
Potočnikov pomen je v tem, da se je postopoma razvil v enega naših najpomembnejših gospodarskih publicistov tistega časa. V številnih člankih in razpravah, ki jih je priobčeval je bil od 1930 do 1932 tudi urednik rubrike Ekonomski pregled, kjer je obdeloval probleme iz področja financ, bančništva in industrije, gospodarske statistike in gospodarske zgodovine. Njegovi članki so bili napisani z veliko spretnostjo in strokovnim znanjem. Važne so njegove razprave o zgodovini slovenskih bank, ki so prikazale razvoj bančništva do 1918. Razprave so izšle v več nadaljevanjih pod naslovom Iz zgodovine slovenskih bank, za čas od 1918–1938 pod naslovom Slovensko denarništvo in za čas 1941–1945 v razpravi Naše denarstvo in zavarovalstvo za časa okupacije, ki jo je izdalo 1945 kot posebno brošuro Združenje denararnih in zavarovalnih zavodov v Ljubljani.
Pomemben je tudi Potočnikov Statistični pregled (1939) v katerem je zbral vse razpoložljive podatke iz gospodarske statistike Slovenije v letih 1918–1938. Ob stoletnici vevških papirnic 1943 je spisal (anonimno) brošuro o nastanku in razvoju tega industrijskega podjetja. Med manjšimi članki velja omeniti: Stanje ruskega gospodarstva in vprašanje priznanja Rusije (1924) v katerem se je zavzemal za to, da Jugoslavija naveže diplomatske stike s Sovjetsko zvezo, kar je sprožilo polemiko z dr. Ehrlichom v Času (1923/24, št. 204, 217, 294); Stanje industrije v Sloveniji   (1925); Statistični doneski k industriji ljubljanskega trgovstva (1931); Privilegirani denarni zavodi v naši državi (1933); Železarstvo na Gorenjskem (1937); Naša težka industrija (1937); Naše rudarstvo (1939); Investicijska delavnost v naši državi (1939); Podatki poklicne statistike pri nas in drugod (1940).